# Szeląg Wielki
Szeląg Wielki – rynnowe jezioro sielawowe, na obrzeżach rozległego kompleksu Lasów Taborskich z rezerwatem Rezerwatem Sosny Taborskie. Jezioro rynnowe o powierzchni 599 ha, długości 12,5 km, szerokości do 0,9 km, głębokości maksymalnej 35,5 m, głębokości średniej 13,5 m.
Zbiornik bardzo wydłużony, o mało rozwiniętej linii brzegowej i stromo uformowanej ławicy przybrzeżnej.
Brzegi urozmaicone, w części bardzo wysokie, miejscami strome. Otoczenie jeziora tworzą rozległe lasy o urozmaiconym drzewostanie iglasto-liściastym. Miejscami brzegi są niskie i podmokłe.
Na brzegu północnym i południowym znajdują się pola biwakowe. Jezioro objęte jest strefą ciszy.
W południowej części, do jeziora wpada struga Szelążnica, wypływa z jeziora Szeląg Mały, a przepływając przez Szeląg Wielki kieruje się dalej do jeziora Puzy. We wschodniej części do Szeląga Wielkiego wpływa drugi ciek – rzeka Taborzanka (przepływa także przez jezioro Tabórz i Gil).